# Вернер фон Хајденштам
Вернер фон Хајденштам (швед. Verner von Heidenstam; Олсхамер, 6. јул 1859 — Овралид, 20. мај 1940) био је шведски песник и романописац, добитник Нобелове награде за књижевност 1916. године. Био је члан Шведске академије од 1912. године. У већини својих дела описује шведски карактер, живот и традицију, често са јасно патриотским погледом на свет.

## Биографија
Вернер фон Хајденштам је рођен у Олсхамеру, округ Еребро, 6. јула 1859. у племићкој породици. Фон Хајденштам је био син Густафа фон Хајденштама, инжењера, и Магдалене Шарлоте фон Хајденштам. Школовао се у Бесковској школи у Стокхолму.Студирао је сликање на академији у Стокхолму, али напустио је студије и кренуо да путује Европом, Африком и источним земљама.
Умро је у свом дому Овралиду 20. маја 1940. године.

## Књижевна каријера
Одмах након објављивања прве збирке песама Ходочашће : године лутања, (Vallfart och vandringsår 1888.) , дочекан је као песник који обећава. Била је то збирка песама инспирисана његовим путовањима по истоку. Напустио је натурализам, који је тада био доминантан у шведској литератури.
Његову љубав према лепоти показује и дуга наративна песма Ханс Алијенус (Hans Alienus 1892). Збирка Песме (Dikter, 1895) и роман Каролинерна (Karolinerna, 2 св., 1897–1898), представљају серију историјских портрета шведског краља Карл XII и његових људи, и показује снажну националистичку страст..
Написао је у два тома Дрво Фолкунга (Folkunga Trädet, 1905 — 1907), који су инспирисани епском причом о вођама шведског клана за време средњег века.
Године 1910. у шведским новинама вођена је полемика између бројних шведских књижевника на тему пролетерске „деградације“ књижевности, а протагонисти два супротстављена табора били су Август Стриндберг и Хајденштам. Учествовали су и професори Лидфорс и Боок. Главни Хајденштамов допринос био је памфлет, усмерен углавном против Стриндберга, Опадање и пад пролетерске филозофије ("Proletärfilosofiens upplösning och fall").
Његова збирка песама Нове песме (Nya Dikter) штампана је 1915. године, бави се филозофским темама, углавном о уздизања човека до бољег човечанства.

## Дела
- Från Col di Tenda till Blocksberg (1888)
- Vallfart och vandringsår (1888)
- Renässans (1889)
- Endymion (1889)
- Hans Alienus (1892)
- Dikter (1895)
- Karolinerna (1897–98)
- Sankt Göran och draken (1900)
- Klassizität und Germanismus (1901)
- Heliga Birgittas pilgrimsfärd (1901)
- Ett folk  (1902)
- Skogen susar (1904)
- Folkungaträdet (1905–1907)
- Svenskarna och deras hövdingar (1910)
- Nya Dikter (1915).